# Harvey Summit
Harvey Summit är en bergstopp i Antarktis. Den ligger i Östantarktis. Nya Zeeland gör anspråk på området. Toppen på Harvey Summit är 2 573 meter över havet, eller 445 meter över den omgivande terrängen. Bredden vid basen är 2,2 km.
Terrängen runt Harvey Summit är bergig åt nordost, men åt sydväst är den kuperad. Trakten är obefolkad. Det finns inga samhällen i närheten.